# Synoicum intercedens
Synoicum intercedens är en sjöpungsart som först beskrevs av Sluiter 1909.  Synoicum intercedens ingår i släktet Synoicum och familjen klumpsjöpungar. Inga underarter finns listade i Catalogue of Life.